# Bernal Díaz de Pisa
Bernal Díaz de Pisa fue un tripulante del segundo viaje de Colón y un colono en el Nuevo Mundo que inició una rebelión contra el gobierno de Cristóbal Colón en La Española. Bernal Díaz era un alguacil de la corte a quien los Reyes le habían dado el cargo de  contador de toda la isla.

## Historia
El segundo viaje de Colón fue un viaje de colonización y conquista, además de uno de exploración. Los españoles que llegaron a La Española con el segundo viaje fundaron una serie de villas y fuertes a lo largo de la isla. Sin embargo, el dinero era escaso y las provisiones tampoco eran abundantes. Ante esto, Colón envió una flota al mando de Antonio de Torres a Castilla a por provisiones y para que se abonaran una serie de sueldos que quedaban pendientes a los colonos.
Poco tiempo después de partir la flota de 12 barcos de Torres, en febrero de 1493, encontrándose Colón enfermo, al igual que otros miembros de la expedición, Bernal Díaz comenzó a tramar una conspiración contra el Almirante. Los conspiradores planeaban apropiarse de algunos barcos que quedaban y de las provisiones y huir a Castilla abandonando a su suerte al Almirante y a sus propios compañeros. De acuerdo con algunas crónicas los españoles se reunían en grupo y gritaban "¡Queremos volver a Castilla! ¡Muera el Almirante!".
Las expectativas de todos los españoles que se habían embarcado hacia Las Indias eran mucho mejores de lo que era la realidad. Los caballeros, artesanos, labradores, etc. se dieron cuenta de que había mucho por hacer en aquellas tierras, que las riquezas no eran tan abundantes y, además, había escasez de provisiones y sueldos atrasados.
Colón descubrió el complot, apresó a los cabecillas y los recluyó en uno de los barcos. Metió las armas en la nao capitana de la expedición, para que así estuvieran mejor controladas y no pudieran usarse contra él. También se encontraron en una boya varios textos de los conspiradores donde se narraban hechos en contra del Gobierno de Colón que querían mostrar en Castilla para llevarle a juicio.
A pesar de que la rebelión fue sofocada, este acontecimiento, así como la posterior rebelión de Francisco Roldán, empañaría la imagen que se tenía en España de Colón y de lo idílico del lugar encontrado.